# Gustaf Wilhelm Palm
Gustaf Wilhelm Palm (født 14. marts 1810 uden for Kristianstad i Skåne, død 20. september 1890 i Stockholm) var svensk landskabsmaler og professor, og far til maleren Sofia Anna Palm de Rosa.
Palm fik sin første undervisning hos en tegnelærer i Lund og studerede fra 1828 ved Kunstakademiet i Stockholm. Sideløbende ernærede han sig ved at farvelægge grafiske plancher i bøger. Palms tidligste arbejder viser stærk påvirkning fra den romantiske naturopfattelse hos den svenske landskabsmaler Carl Johan Fahlcrantz (1774-1861). Hans rejse til Norge i sommeren 1833 medførte et stærkere realistisk islæt i hans kunst i de følgende år.
I 1837 rejste han afsted mod Rom. På vejen gjorde han ophold i København, hvor han mødte både den danske maler og akademiprofessor C.W. Eckersberg og den norske landskabsmaler Johan Christian Dahl, som netop da var på besøg i København. Især mødet med Dahl fik stor betydning for Palm. Han rejste videre til Berlin og derfra til Wien, hvor han blev i to år. På denne tid slog påvirkningen fra Dahl igennem i hans kunst. I 1840 rejste han videre til Italien og tilbragte vinteren 1840-41 i Venedig, hvor han udførte en lang række skitsebogstegninger. I juli 1841 ankom han til Rom, hvor han blev de følgende 11 år og blev en af hovedskikkelserne i den svenske kunstnerkoloni.
Opholdet i Rom blev den vigtigste periode i hans kunstnerliv, og han med sine mange oliestudier udført ude i naturen bidrog afgørende til fornyelsen af svensk kunst. På sine sommerudflugter til landsbyer i bjergene omkring Rom udførte han en lang række malede og tegnede studier. Maleriet af den lille italienske bjergby Tivoli, Udsigt mod Tivoli i Italien, fra 1844 (tilhører Statens Museum for Kunst) er karakteristisk for mange af Palms italienske oliestudier. Her mærkes påvirkningen fra Dahl tydeligt i den maleriske behandling. Studien viser en panoramisk udsigt og er malet med stor friskhed og har et stærkt præg af umiddelbar oplevelse. Under opholdet i Rom knyttede Palm kontakt til flere unge danske malere, der også var taget til Rom på studieophold, bl.a. Thorald Læssøe, A.C. Lunde og Lorenz Frølich. Især Læssøe synes påvirket af Palm.
I 1851 foretog Palm en rejse til Sicilien og Spanien, og han gjorde ophold i Paris, inden han i 1852 var tilbage i Stockholm. Han blev samme år medlem af De Frie Kunstneres Akademi, og i 1859 blev han lærer ved akademiets tegneskole. Ved skolens nedlæggelse i 1880 fik han titel af professor. Han fastholdt sin ungdoms kunstneriske idealer og kom med tiden i modsætning til de yngre kunstnere, som gav ham øgenavnet ”Palma Vecchio” (Gamle Palma, egl. tilnavnet på en italiensk renæssancemaler) som repræsentant for en svunden tid.
Palm signerede sine malerier med "GW" og et lille palmetræ.
Hovedparten af Palms studier og skitser findes på Nationalmuseum i Stockholm.